# Jussiê
Jussiê Ferreira Vieira oder einfach nur Jussiê (* 19. September 1983 in Nova Venécia) ist ein ehemaliger brasilianischer Fußballspieler. Zuletzt stand der Mittelfeldspieler beim Ligue-1-Vertreter Girondins Bordeaux unter Vertrag.

## Karriere
Jussiês Profikarriere begann im Januar 2001 beim brasilianischen Traditionsklub Cruzeiro Belo Horizonte. Dort spielte er zwei Spielzeiten. In seinem zweiten Jahr gelang ihm sein erster nationaler Titel, als die Campeonato Mineiro gewonnen wurde. Danach wagte er das erste Mal ins Ausland und ließ sich an den japanischen Verein Kashiwa Reysol ausleihen. Dort blieb er jedoch nur ein Jahr, ehe er wieder zurück zu Cruzeiro wechselte. Zur Winterpause der Saison 2004/05 versuchte er den zweiten Versuch um im Ausland Fuß zu fassen, entschied sich diesmal jedoch für Europa und unterzeichnete beim französischen Erstligisten RC Lens. Lens überwies für den Transfer 3,35 Millionen € nach Cruzeiro. Noch vor Start des Ligaspielbetriebs war Jussiê mit Lens im UI-Cup erfolgreich. Nach eineinhalb Jahren in Lens, wurde der Offensiv-Allrounder zum Ligakonkurrenten nach Bordeaux ausgeliehen. Am 4. Juni 2007 zog Bordeaux die Kaufoption und verpflichtete ihn endgültig.
Im Februar 2017 beendet er seine Profilaufbahn und wird Betreiber einer Exportfirma für französische Weine. Ein Versuch als Amateur bei Stade Bordelais zu spielen scheitert am französischen Fußballverband (FFF).

## Erfolge
Cruzeiro Belo Horizonte
- Copa Sul-Minas: 2002
- Staatsmeisterschaft von Minas Gerais: 2002, 2004
- Copa do Brasil: 2003

RC Lens
- UI-Cup: 2005

Girondins Bordeaux
- Französischer Vize-Meister: 2008
- Französischer Ligapokalsieger: 2007